# Bedwetters
Bedwetters – estoński zespół poppunkowy założony we wrześniu 2004.
W Estonii grupa wygrała konkurs Zen, zorganizowany przez producenta kart do telefonów komórkowych. W efekcie Bedwetters w 2007 roku zostali nominowani i wygrali nagrodę w kategorii „Muzyczne odkrycie w Europie” („New Sounds of Europe”) w konkursie MTV EMA, który odbył się w Monachium.
Zespół wydał swój debiutancki album „Meet the F#cking Bedwetters” 20 kwietnia 2009 r.

## Skład
- Joosep Järvesaar – wokal
- Mihkel Mõttus – gitara, wokal
- Kaspar Koppel – gitara basowa
- Rauno Kutti – gitara elektryczna
- Karl-Kristjan Kingi – perkusja, wokal

## Dyskografia

### Albumy
- „Meet the F#cking Bedwetters” - 20 kwietnia 2009

### Single
- 2007: Dramatic Letter To Conscience
- 2008: So Long Nanny
- 2009: Long.Some.Distance